# Zamal (cannabis)
Pour les articles homonymes, voir Zamal.
Le Zamal autrement appelé Chanvre indien, est le nom donné au cannabis sur l’île de la Réunion.

## Introduction à la Réunion
Au XVIIIe siècle, les différentes variétés de cannabis réunionnais ont été apportées d'Afrique, d'Inde, d'Asie et de Madagascar.

## Origine du terme
Le terme vient du mot malgache jamala et regroupe une famille de plusieurs variétés de cannabis.

## Les qualités différentes
- qualité mangue-carotte ou kalité mangue karote, ce nom vient de ses terpènes ayant un parfum (saveur et odeur) qui rappellent celui de la mangue carotte, variété de mangue locale, à côté de laquelle il est traditionnellement et symboliquement planté.
- Filament-rouge ou fil rouz : son nom provient de son pistil qui devient rouge lors de la floraison. Cette variété est du Cirque de Salazie mais qu’on peut également trouver à Mafate.
- le grain : il désigne une plante monoïque produisant des graines[2]
- Sec-au-pied ou sek o pié / sek o pat : probablement originaire du Nord de l’Afrique, c’est une variété aux têtes très résineuses et aux effets puissants. Elle tire son nom du fait que cette variété sèche et meurt une fois sa floraison terminée.
- la kalitè poivrée ou kalité poiv pour ses terpènes épicés[3]
- kalitè loroche, premier hybride apparu vers la fin des années 1980[4]. C'est une qualité dite "la chair", parce que les bases de ses trichomes sont plus compactes et gros que les autres sativa. Beaucoup de breeders pensent que les souches originelles viennent de variétés  skunk ou  Kush importé.
- kalitè trois dwa, pur sativa, aujourd'hui très rare à trouver sous sa forme originelle, reconnaissable à ses trois feuilles fines, parent de la k1[réf. souhaitée][5].
- Plusieurs projets répertorient  et préservent les différentes variétés[6].
- "Canna Run Cup" est une compétition privée qui a réuni uniquement des hybrides ou des variétés issues de la souche Zamal, sa première édition s'est déroulée en 2022. Il n'y avait pas d'autres informations disponibles sur cette compétition[7].

## Pratiques et modes de consommation du zamal
Le zamal est le plus souvent utilisé pour des événements festifs ou spirituels ou pour des usages plus traditionnels, médicinaux pour les douleurs de bas ventre, les angoisses, ou pour soigner l'asthme ,. Pendant l'épidémie de chikungunya, en 2006, de nombreux malades ont utilisé des décoctions de feuilles de zamal pour soulager leurs douleurs musculaires.
Outre les usages thérapeutiques, il est de coutume d'en donner aux coqs avant les combats de coq.
Ces pratiques traditionnelles sont fréquemment avancées par les planteurs qui se font interpeller par la gendarmerie, la culture et la détention de cette plante restant interdite par la loi française. Cependant, le débat politique sur la légalisation du cannabis et du cannabis thérapeutique trouve un écho localement, tant du côté des agriculteurs que du côté médical, prêts à tenter une expérimentation.
Selon une enquête de l'Observatoire français des drogues et des toxicomanies parue en 2017, près d'un jeune sur deux à La Réunion aurait consommé au moins une fois du zamal, mais l'usage touche aussi les moins jeunes.
Les modes de consommation sont variés, mais la consommation la plus fréquente est fumée sous forme de joint.
- Les fleurs séchées (les "têtes")
- Les feuilles séchées
- Huile de cannabis
- Le pollen
- Bang ou bong
- Gâteaux space cake
- Vaporisation ou sublimation
- Infusion
- Huile essentielle de cannabis
- Le Green Dragon
- Rhum arrangé zamal [13].

## Prévention
En novembre 2018, une campagne de sécurité routière a mis l'accent sur la dangerosité de ce stupéfiant, neuf personnes ayant été tuées sur la route au cours de l'année[réf. nécessaire].

## Divers
- Zamal est le titre d'un recueil de poèmes de Jean Albany paru en 1951.
- Zamalia est le titre du cinquième morceau de l’album Trait pour trait du groupe Sniper paru en 2006, dont un des membres, Blacko, a des origines réunionnaises.
- C'est aussi l'une des chansons les plus connues du groupe Ousanousava.